# Joseph Stepling

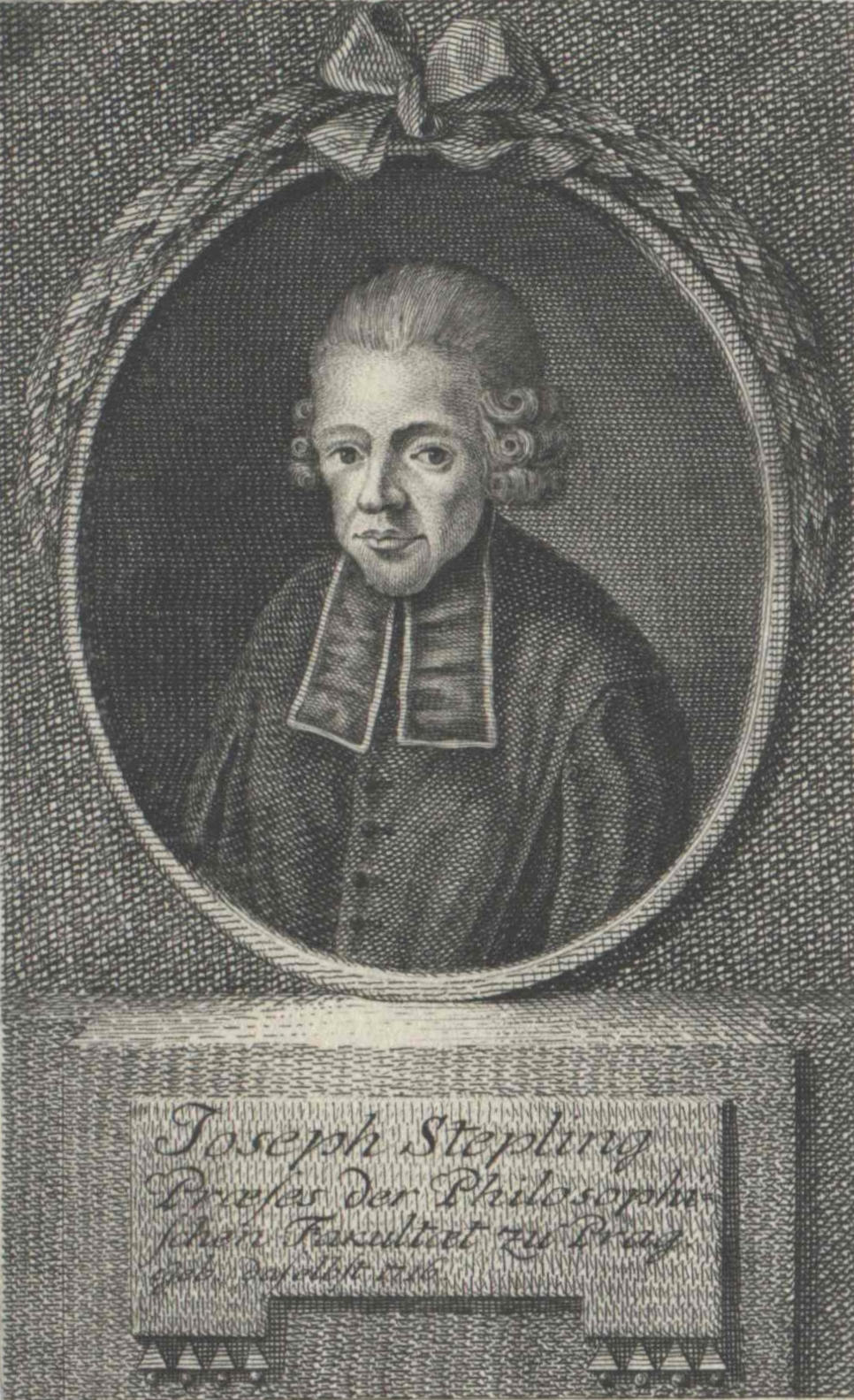
Joseph Stepling, Stich von Johann Balzer (1776)

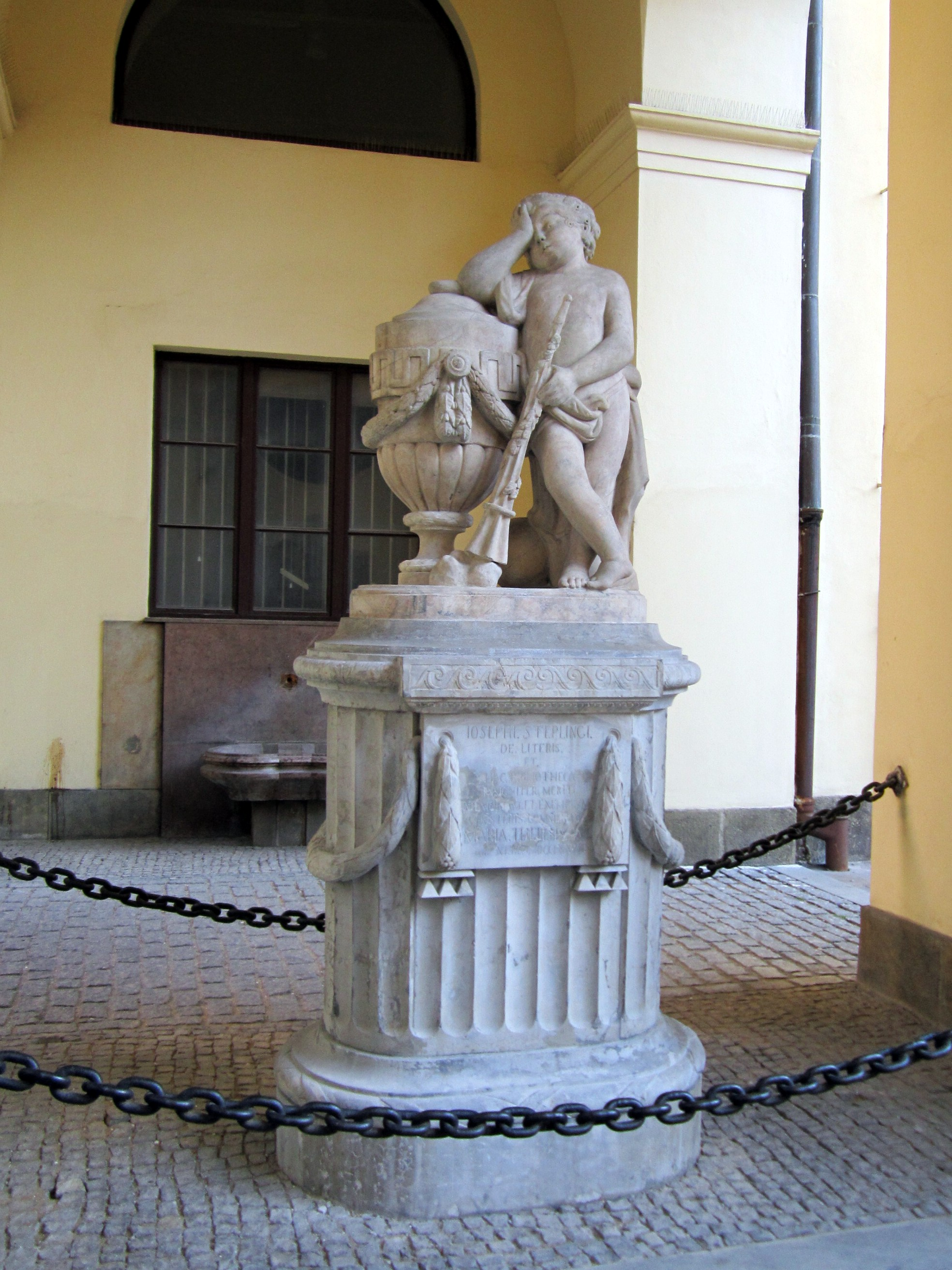
Ignaz Franz Platzer – Steplings Denkmal im Clementinum

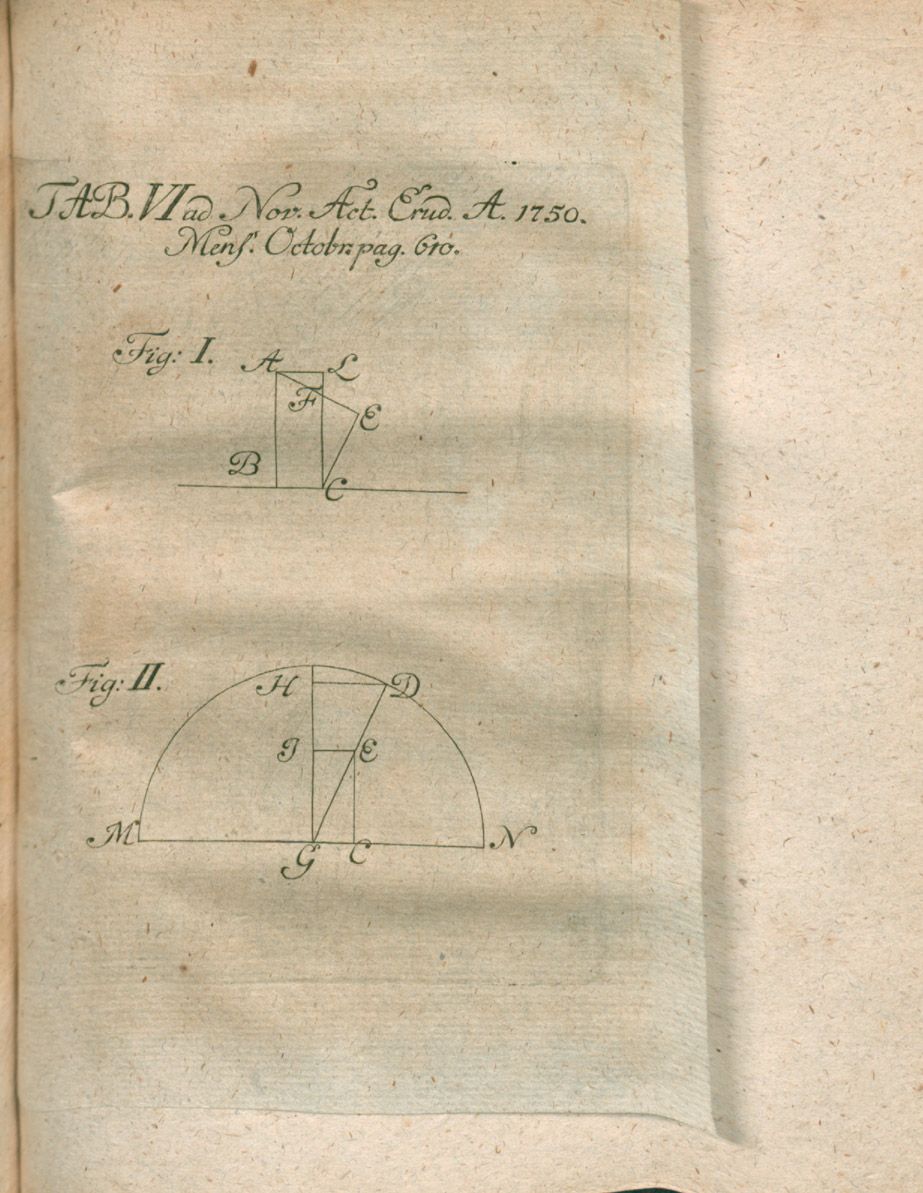
Illustration aus De actione solis in diversis latitudinis... von Joseph Stepling, veröffentlicht in Acta Eruditorum, 1750

Joseph Stepling SJ, (* 29. Juni 1716 in Regensburg, Hochstift Regensburg; † 11. Juli 1778 in Prag, Königreich Böhmen) war ein deutsch-böhmischer Jesuit und Gelehrter an der Prager Jesuitenhochschule Clementinum.

## Leben
Sein Vater war Sekretär beim Regensburger Reichstag, seine Mutter stammte aus Böhmen. Dorthin kehrte sie, nachdem sie verwitwet war, mit ihrem Sohn zurück. Joseph Stepling trat 1733 dem Jesuitenorden bei und studierte an den Jesuitenkollegien in Olmütz, Glatz und Prag. Hier unterrichtete ihn u. a. Ignatz Mühlwenzel. 1743 beendete er das Studium der Katholischen Theologie. Nach der Priesterweihe unterrichtete er die Novizen in Mathematik und Physik. 1748 gab er die Professur ab, da er sich weigerte, nach den Lehren des Aristoteles zu unterrichten. Danach maß er Prag mehrmals geographisch aus. Auf seinen Wunsch hin wurde 1751 im Clementinum eine Sternwarte eingerichtet, die er leitete. 1752 führte er die regelmäßige meteorologische Beobachtung im Clementinum ein.
Als 1753 die Studienrichtlinien geändert wurden, kehrte Stepling als Leiter der mathematischen und physikalischen Fächer an das Clementinum zurück. Er lehrte jetzt die Theorien von Isaac Newton, Christian Wolff und Leonhard Euler.
1770 war er einer der Mitbegründer der Gelehrten Gesellschaft in Prag. Auch nach der Auflösung des Jesuitenordens 1773 unterrichtete er weiterhin am Clementinum.
Steplings wissenschaftliche Arbeit war vor allem auf die Astronomie ausgerichtet. Zudem befasste er sich u. a. mit der Aberration der Sterne und der Neigung der Erdachse. 1775 nahm er auch geophysikalische Messungen auf.
Der Asteroid (6540) Stepling wurde nach ihm benannt.

## Schriften (Auswahl)
- Liber II. Euclidis algebraicae demonstratus (1756)
- Miscellanea philosophica tam mathematica quam physica (1759, 1763)
- Soliditas Et Area Superficierum Frustorum Ungularium Resectorum A Cylindris Rectis, Quorum Bases Sectiones Conicae Etiam Altiorum Generum, Ope Calculi Integralis Investigatae, Dresdae, Lipsiae, 1760
- Miscellaneorum philosophicorum continuatio ad annum 1763
- Differentiarum minimarum quantitatum variantium calculus directus vulgo differentialis (1765)
- Clarissimi Ac Magnifici Viri Iosephi Stepling in Vniversit. Pragensi AA. LL. Et Philos. Doctoris, Disciplinarvm Mathematicarvm Et Physicarvm Caesareo - Regii Praesidis Ac Directoris Etc. Litterarvm Commercivm Ervditi Cvm Primis Argvmenti. Wilhelm Gottfried Korn, Wratislaviae 1782
- Litterarum commercium, Wratislaviae 1782
- Experimenta et observatio de actione quorundam liquidorum in cuprum et stannum, Praga 1793